# Реј (Алабама)
Реј (енгл. Ray) насељено је место без административног статуса у америчкој савезној држави Алабама.

## Демографија
По попису из 2010. године број становника је 443.
| Група             | 2000.    | 2010.       |
| Белци             | 0 (0,0%) | 290 (65,5%) |
| Афроамериканци    | 0 (0,0%) | 72 (16,3%)  |
| Азијати           | 0 (0,0%) | 5 (1,1%)    |
| Хиспаноамериканци | 0 (0,0%) | 77 (17,4%)  |
| Укупно            | 0        | 443         |